# Karakabaklı
Koordinaten: 36° 25′ 50″ N, 34° 1′ 0″ O

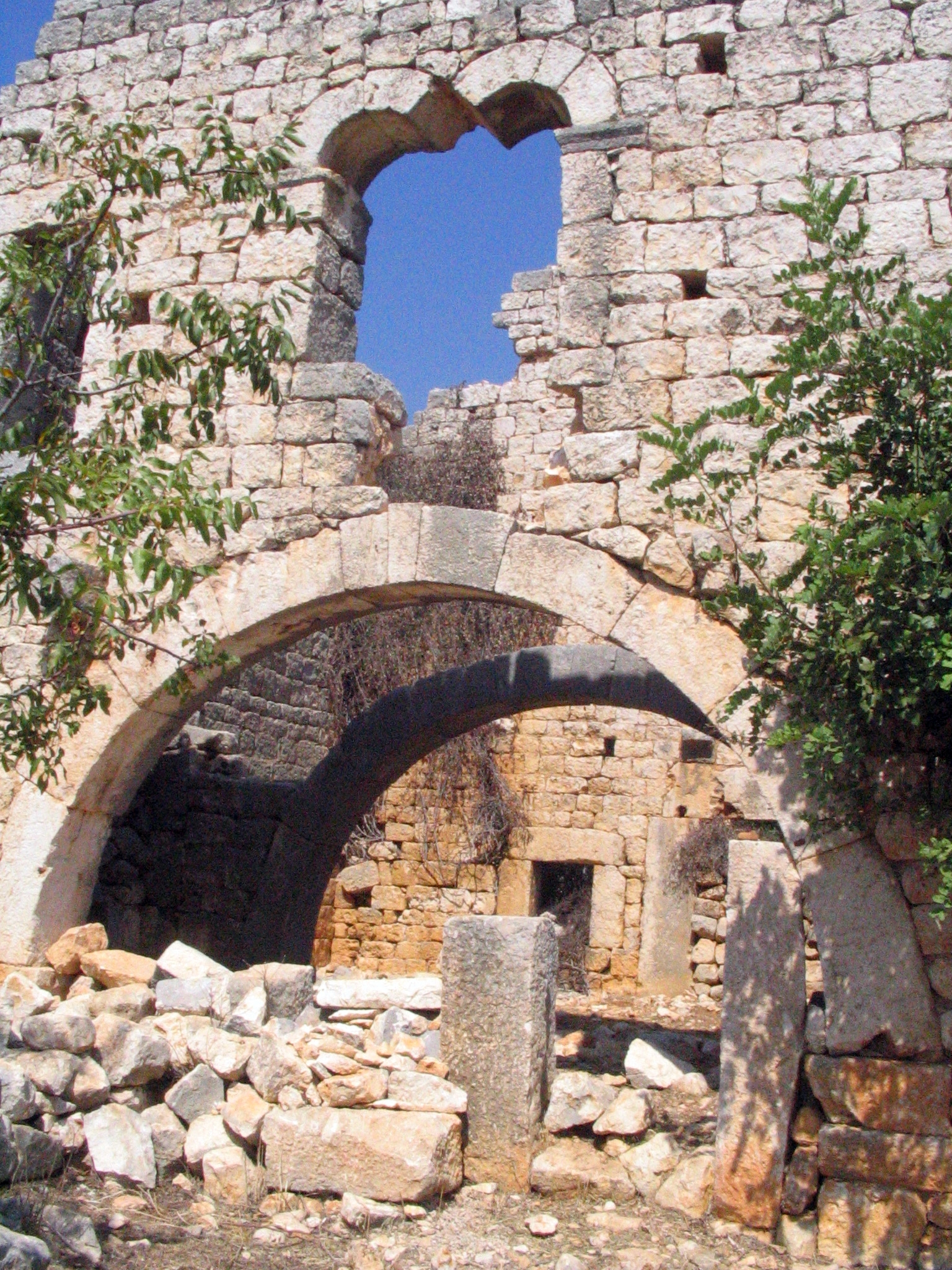
Gebäude in Karakabaklı

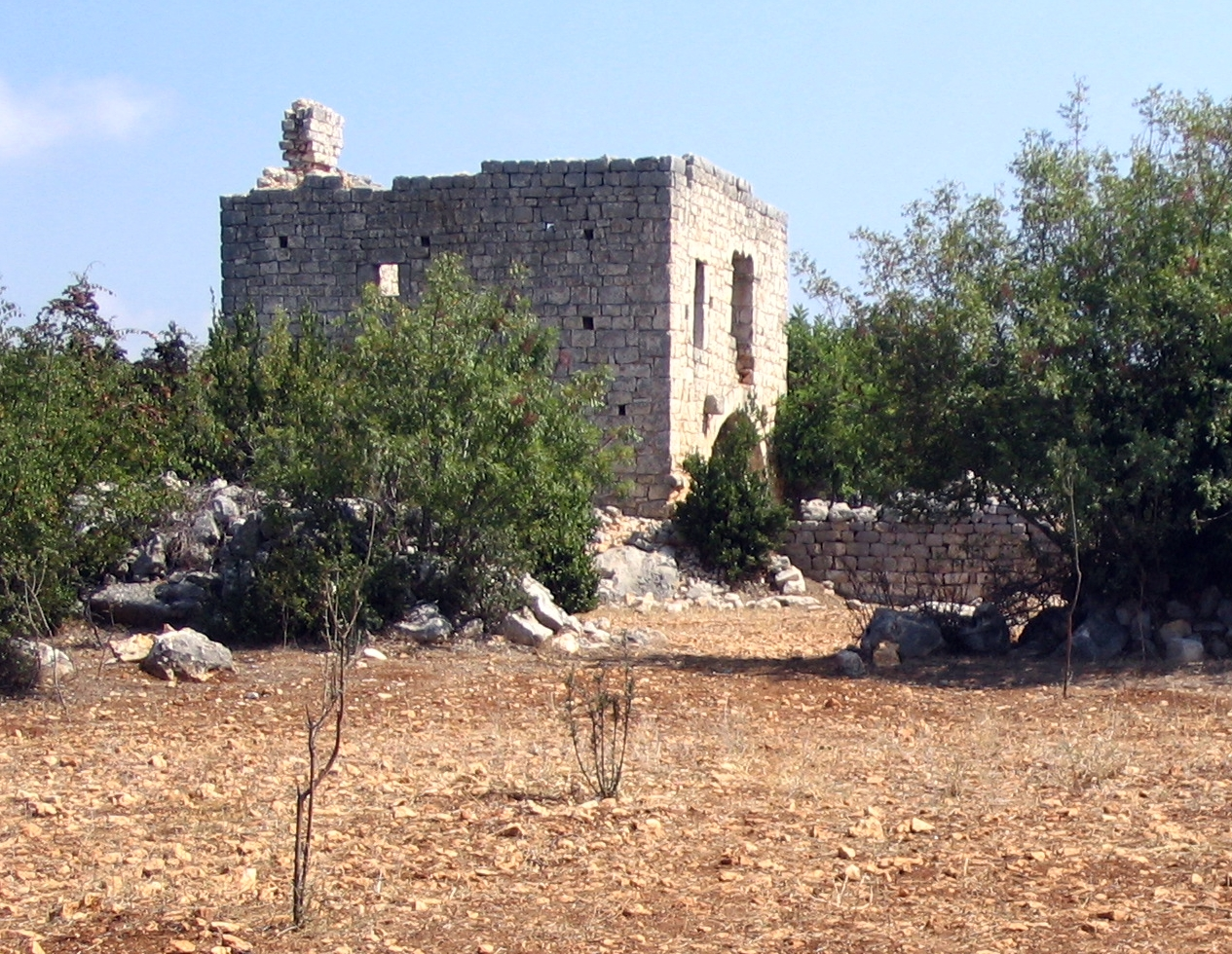
Wohnhaus in Karakabaklı

Karakabaklı ist der türkische Name einer byzantinischen Kleinstadt in Kilikien, im Landkreis Silifke der türkischen Provinz Mersin. Sie liegt etwa zehn Kilometer nördlich von Silifke an der Straße, die von Karadedeli nach Uzuncaburç, dem antiken Olba führt, und etwa 20 km westlich von Kızkalesi. Sie gehörte zu der spätantiken Provinz Isaurien.

## Stadtanlage
Karakabaklı liegt im Hinterland von Seleukia am Kalykadnos, dem heutigen Silifke. Aufgrund seiner Ausdehnung und wegen des kostspieligen Quadermauerwerks gilt es zusammen mit dem Nachbarort Işıkkale als Beispiel für byzantinische Siedlungen aus dem fünften und sechsten Jahrhundert im Zwischenstadium von ländlichem und städtischem Charakter und für den fortschreitenden Wohlstand der Landschaft Isaurien in dieser Epoche. Die beiden Orte stehen laut Günder Varinlioglu auch beispielhaft für die Phase der Christianisierung im ländlichen Bereich. Im Gelände finden sich teils beachtliche Reste von Kirchen, Kapellen, Gräbern, Wohngebäuden, Tetrapyla, Straßen sowie landwirtschaftlicher Einrichtungen wie Dreschböden und Wein- und Olivenpressen. Die Wohnhäuser sind meist zwei-, teilweise sogar dreigeschossig. Sie verfügen über einen Hauptraum pro Stockwerk, der durch den Eingang als erster betreten wird und von dem aus die anderen Räume zugänglich sind. Im Erdgeschoss befinden sich im Allgemeinen nur Wirtschaftsräume mit den oben erwähnten landwirtschaftlichen Gerätschaften, die Wohnräume liegen hauptsächlich in den oberen Etagen. Diese sind komfortabel ausgestattet, besitzen oft einen Balkon, eigene Wasserentnahmestellen sowie Latrinen. Eine noch von Semavi Eyice vermutete Ähnlichkeit mit entsprechenden Gebäuden im Gebiet der Toten Städte in Nordsyrien konnte nicht bestätigt werden.

## Forschungsgeschichte
In den 1970er-Jahren hat Semavi Eyice von der İstanbul Üniversitesi in einem ersten großen Inventarisierungsprojekt die byzantinischen Denkmäler in der Region Silifke aufgenommen und beschrieben. Ina Eichner leitete im Rahmen eines DAAD-Stipendiums in den Jahren 1998–2000 und 2003 ein Surveyprojekt zur Aufnahme frühbyzantinischer Wohnhäuser in der Türkei und hat dabei auch Häuser in Karakabaklı untersucht und neu vermessen. Im Rahmen ihrer Dissertation veröffentlichte sie unter anderem neue Grundrisse. Die türkische Byzantinistin Günder Varinlioğlu untersuchte 2003 ebenfalls Karakabaklı und Işıkkale.